# CCC Team
CCC Team was een wielerploeg met een Poolse licentie die van 2019 tot 2020 actief was in de UCI World Tour. Het team is de voortzetting van BMC Racing Team. Vanaf 2019 werd CCC, een Poolse fabrikant van schoenen en tassen en tot dan als sponsor van CCC Sprandi Polkowice optredend, de hoofdsponsor. Het team ging vanaf 2019 een samenwerking aan met vrouwenploeg CCC-Liv van onder anderen Marianne Vos.
Sponsor CCC heeft aangegeven na het seizoen 2020 te stoppen met sponsoring van het wielerteam.

## Grote ronden
| Jaar | Ronde van Italië       | Ronde van Italië | Ronde van Frankrijk   | Ronde van Frankrijk | Ronde van Spanje     | Ronde van Spanje |
| Jaar | hoogste klassering     | etappewinst      | hoogste klassering    | etappewinst         | hoogste klassering   | etappewinst      |
| ---- | ---------------------- | ---------------- | --------------------- | ------------------- | -------------------- | ---------------- |
| 2019 | 21e Victor de la Parte |                  | 36e Greg Van Avermaet |                     | 60e Jonas Koch       |                  |
| 2020 | 22e Ilnoer Zakarin     | 19e Josef Černý  | 48e Simon Geschke     |                     | 21e Georg Zimmermann |                  |